# Antoniterkloster Nördlingen
Das Antoniterkloster Nördlingen ist ein ehemaliges Kloster der Antoniter, das in Nördlingen (Bayern) lag. Es gehörte zum Bistum Augsburg.

## Geschichte
Das dem hl. Antonius geweihte Kloster wurde 1393 durch Johann Barucher, einen Memminger Antoniterpräzeptor, nach Erlaubnis des Rates der Stadt Nördlingen gegründet. Am 13. Oktober 1520 wurde das Kloster letztmals erwähnt.